# Shrek the Halls
Shrek the Halls, (Shrek no Natal / Shrek Bate o Sino / Shrek Especial de Natal  (português brasileiro) ou A Todos Um Shrek Natal (português europeu)) é um especial de televisão/telefilme de animação, comédia e curta-metragem estadunidense, que estreou na rede de televisão americana ABC numa quarta-feira, em 28 de novembro de 2007. Com 30 minutos de duração, foi dirigido por Gary Trousdale, produzido pela DreamWorks Animation e 
baseado no livro infantil Shrek!, criado pelo escritor William Steig em 1990. Mike Myers, Eddie Murphy, Cameron Diaz e Antonio Banderas reprisaram seus papéis de voz dos longas-metragens. Este especial de Natal acontece após os eventos de Shrek Terceiro.
Foi exibido pela primeira vez no Brasil e em Portugal no dia 24 de dezembro de 2007; no Brasil transmitido como um especial de fim de ano da Rede Globo, no Desenho Especial, e em Portugal transmitido pela SIC e reposto na SIC K.

## Sinopse
Shrek e Fiona estão tentando aproveitar o máximo possível sua vida de casados com seus três filhos. Mas aparece o Burro, todo animado com o Natal, e fica perturbando Shrek, que insiste que na sua casa,ninguém liga para o Natal, mas quando começa a nevar, aparece logo Fiona, toda alegre com seu primeiro natal em família com Shrek e seus filhos. A partir daí, Shrek corre muito para conseguir aprontar a festa a tempo, mas aparece Burro, Pinóquio, o Gato de Botas, os três Porquinhos, o Lobo Mau, o Biscoito, os três Ratinhos Cegos e o Dragão Fêmea (esposa da Burro) na noite de natal na casa de Shrek para estragar sua festa, e isso deixa o ogro cheio de raiva.

## Lançamento

### Transmissão
Shrek the Halls estreou nos Estados Unidos na rede de televisão americana ABC, em 28 de novembro de 2007. No Reino Unido, estreou em 24 de dezembro de 2007, na BBC One.
No Brasil, estreou na Rede Globo, logo após a telenovela Duas Caras e antes do Xuxa Especial de Natal. Na época, Shrek Especial de Natal teve uma audiência maior, que o especial da apresentadora.

### Home Media
Shrek the Halls foi lançado em DVD nos Estados Unidos em 4 de novembro de 2008. Ele  estava originalmente disponível sozinho, ou em um pacote com Shrek Terceiro. Foi lançado no iTunes em 2 de novembro de 2008. O especial foi lançado em Blu-ray e DVD em 30 de outubro de 2012, como parte da compilação intitulada Dreamworks Holiday Classics. Foi re-lançado em DVD em 1 de outubro de 2013, juntamente com Merry Madagascar, Kung Fu Panda Holiday, Gift of the Night Fury e Os Croods. A DreamWorks Holiday Classics, disponível na Amazon, apresenta o Donkey's Caroling Christmas-tacular, mas não  Shrek the Halls.

## Música
A trilha sonora do especial foi composta por Harry Gregson-Williams. O especial, como os filmes, também apresenta cultura pop e canções de Natal:
- "Summer Breeze"
- "Jingle Bells" (por Eddie Murphy)
- "Here We Come A-wassailing" (por I'm from Barcelona)
- "Because We Can"
- "Jingo (Gin Go La Ba)"
- "Ride of the Valkyries"
- "The Twelve Days of Christmas"
- "Santa Claus is Comin' to Town"
- "O Fortuna"
- "Christmas Wrapping"
- "Gonna Make You Sweat (Everybody Dance Now)"
- "Don't Stop Believin'"
- "Hello Ma Baby"
- "Hallelujah Chorus"
- "Deck the Halls"
- "The Stars Shine in the Sky Tonight"